# 陳述書
日本の民事訴訟において用いられる陳述書（ちんじゅつしょ）とは、当事者から提出される証拠の一種であり、訴訟当事者や関係者の言い分などをまとめたものに、本人が署名押印をした書面をいう。
法律上特に陳述書について定めた規定はないが、人証を行う可能性の高い事件では、殆ど必ず両当事者及び証人予定者の陳述書が提出され、実務上定着している。この背景には、平成10年の民事訴訟法全面改正が、従来の五月雨式審理を退けて、訴訟経済を志向し集中証拠調べを採用したことが関係している。
方式にも法律上の定めはないが、実務上は最低限として、陳述者本人の署名押印と日付の記載が要求される（明らかな根拠規定はない）。訴訟代理人（多くは弁護士）のいる場合は、関係者から聞き取りを行い、ワープロ等にてまとめた書面に本人が署名押印をするだけの場合が多いが、訴訟当事者や関係者自らが書面を作成する場合や、手書きの陳述書の場合もある。
通常、両当事者からの主張や他の書面証拠が出尽くして争点と立証方法が固まりつつあり、かつ人証を控えた段階で提出される。

## 民事訴訟における意義
上記のように、法律上、陳述書とは単なる書面証拠の一種である。
民事訴訟においては裁判官の自由心証主義により、陳述書であっても証拠として提出されたものである限り、裁判官の自由な心証により証拠として採用し、判決の起訴とすることを妨げない。ところが、陳述書は事後的に作成される書面であることや、法廷証言（人証）と異なって陳述書の虚偽記載（偽証）については法律上の罰則規定が一切ないこともあり、一般的には陳述書それ自体の証拠力は低いとされる。また何より、これは陳述書が単なる「言いっ放し」の文書であることにも起因する。
陳述書が信頼できる証拠と認められるには、相手方による反対尋問を経る必要がある（相手方が反対尋問権を放棄した場合にはこの限りでない）。ただしこの証人申請は通常、陳述書を提出した側が行うべきものである。仮に陳述書を提出した側が証人申請をしないということになると、陳述の内容がそのまま判決に引用されることを防ぎたい相手方は、自ら裁判所を通じて呼出状を出してもらい、さらに旅費や日当などまで負担するなどの必要性が出てくる。これでは陳述書を出された側の負担があまりにも大きい。よって、陳述書を提出した側（立証したいことがある側）がその陳述書の作成者を証人申請しない場合には、相手方が作成者を証人申請しなくても、陳述書の証明力は相応に取り扱われるべきとされる。
とはいえ、陳述書の作成・提出には至ったものの、陳述人本人が出廷して尋問を受けることには同意できないという場合も少なくない。そのため陳述書は、その内容に合致する他の証拠と合わせて事実認定されるというのが通例である。
証拠としての機能以外に、陳述書特有の機能として、人証での供述内容を予想させ、中心的でない事項について人証の時間を節約する機能を果たす。また、法的主張を横において、紛争の経過を両当事者の立場から物語形式で述べるものが多いため、裁判所にとっては紛争の全容がわかりやすくなる。